# Мёрдок, Родни
Родни Мёрдок (англ. Rodney Murdoch) — фигурист из Великобритании, бронзовый призёр чемпионата Европы 1933 года в парном катании.
Родни Мёрдок выступал паре с Молли Филипс. В 1933 году пара заняла третье место на чемпионате Европы.

## Спортивные достижения
| Соревнования/Сезоны | 1933 |
| ------------------- | ---- |
| Чемпионаты Европы   | 3    |